# Ballard Berkeley
Ballard Berkeley (* 6. August 1904 in Margate, Kent als Ballard Blascheck; † 16. Januar 1988 in London, England) war ein britischer Schauspieler.

## Leben und Karriere
Ballard Berkeley wurde als Sohn von Joseph Edward Maximilian Blascheck und seiner Frau Beatrice Letchford Pewtress Blascheck (1872–1961) geboren. Er gab sein Theaterdebüt im Jahre 1928, was der Beginn einer langen erfolgreichen, wenngleich etwas unspektakulären Laufbahn als Theaterschauspieler war. Seinen ersten Film The Chinese Bungalow drehte er 1930 in einer Nebenrolle. Über Nebenrollen sollte Berkeley in seiner gesamten Karriere nur selten hinauskommen, dennoch erarbeitete er sich einen guten Ruf als Charakterdarsteller. Er spielte unter anderem Nebenrollen in Noël Cowards patriotischem, oscarprämierten Kriegsfilm In Which We Serve (1942) sowie in Alfred Hitchcocks Kriminalstreifen Die rote Lola (1950) an der Seite von Marlene Dietrich und Jane Wyman. Besonders häufig verkörperte Berkeley dabei Autoritätsfiguren wie Ärzte, Offiziere, Polizisten und Aristokraten. Ab den 1950er-Jahren war Berkeley in zahlreichen britischen Fernsehserien zu sehen.
In den 1970er-Jahren erreichte Berkeleys Karriere mit der Sitcom Fawlty Towers von John Cleese einen späten Höhepunkt: er spielte den leicht senilen, pensionierten Major Gowen, der wegen der Weltkriege einen Hass gegen Deutsche pflegt. In der Radioseifenoper The Archers lieh er mit der Figur des Colonel Freddie Danby einem weiteren Militaristen die Stimme. Gewisse Bekanntheit hat Berkeley in Deutschland außerdem durch die Rolle des Sir Harry Lorradaile im Weihnachtsklassiker Der kleine Lord (1980). Zwar spricht Harry im gesamten Film kein Wort, jedoch ist sein seltsames Kichern ein Running Gag des Filmes. Er war bis zu seinem Tod als Schauspieler tätig, so hatte er noch in den 1980er-Jahren eine Hauptrolle in der Serie Fresh Fields und ist in der Komödie Hilfe, die Amis kommen mit Chevy Chase in einen Unfall mit der Familie Griswold verwickelt. Insgesamt hatte er rund 135 Film- und Fernsehauftritte in fast 60 Jahren.
Während des Zweiten Weltkrieges pausierte seine Schauspielkarriere, da er bei der Metropolitan Police Service als Special Constable angestellt war und in dieser Zeit ein Augenzeuge von den Luftangriffen auf London war. Berkeley hatte Kinder und Enkelkinder. Er verstarb 1988 im Alter von 83 Jahren, sein letzter Film wurde erst nach seinem Tod veröffentlicht.

## Filmografie (Auswahl)
- 1930: The Chinese Bungalow
- 1936: East Meets West
- 1937: The Last Adventurers
- 1939: Black Eyes
- 1942: Für was wir dienen (In Which We Serve)
- 1946: Jugendliebe – Drei Tage Ferien...  (Quiet Weekend)
- 1947: Sträfling 3312 (They Made Me a Fugitive)
- 1949: Der Spielteufel (Third Time Lucky)
- 1950: Die rote Lola (Stage Fright)
- 1951: Verbrechen ohne Schuld (Blackmailed)
- 1951: Die Atomente (Mr. Drake's Duck)
- 1953: In den Fängen der Unterwelt (Three Steps to the Gallows)
- 1953: The Blue Parrot
- 1954: Verbotene Fracht (Forbidden Cargo)
- 1954: Tod auf Abruf (Delayed Action)
- 1954: Robin Hood, der rote Rächer (The Man of Sherwood Forest)
- 1955: Abenteuer in der Luft (The Stolen Airliner)
- 1955/1958: Die Abenteuer von Robin Hood (The Adventures of Robin Hood, Fernsehserie, 2 Folgen)
- 1956: Jaguar packt zu (Passport to Treason)
- 1956: Dürfen Mädchen mit 16 schon lieben? (My Teenage Daughter)
- 1956–1957: The Crime of the Century (Fernsehserie, 6 Folgen)
- 1956–1969: Dixon of Dock Green (Fernsehserie, 8 Folgen)
- 1957: Yangtse-Zwischenfall (Yangtse Incident)
- 1957: Seeabenteuer (The Buccaneers, Fernsehserie, Folge 1x30)
- 1957: Der Fluch des Dämonen (Night of the Demon)
- 1957: Ein Spatz in der Hand (Just My Luck)
- 1958: Postlagernd Westminster (Chain of Events)
- 1958: Noch mehr Ärger in der Navy (Further Up the Creek)
- 1958: Ivanhoe (Fernsehserie, Folge 1x35)
- 1960: Zone des Schweigens (Cone of Silence)
- 1961–1962: Die Betrüger (The Cheaters, Fernsehserie, 3 Folgen)
- 1963: Zusammenstoß (Impact)
- 1963: Kommissar Maigret (Maigret, Fernsehserie, Folge 4x05)
- 1965: Night Caller from Outer Space
- 1965/1968: Sherlock Holmes (Fernsehserie, 2 Folgen)
- 1966: United! (Fernsehserie, 53 Folgen)
- 1969: Hostile Witness – Im Netz gefangen (Hostile Witness)
- 1970–1973: Aber, aber Vater (Father, Dear Father, Fernsehserie, 3 Folgen)
- 1972: Schütze dieses Haus (Bless This House, Fernsehserie, Folge 2x06)
- 1975: Till Death Us Do Part (Fernsehserie, Folge 7x05)
- 1970: Konzert für eine Pistole (Concerto per pistola solista)
- 1975–1979: Fawlty Towers (Fernsehserie, 12 Folgen)
- 1976: Confessions of a Driving Instructor
- 1976: Mit Schirm, Charme und Melone (The New Avengers, Fernsehserie, Folge 1x12)
- 1980: Der kleine Lord (Little Lord Fauntleroy, Fernsehfilm)
- 1983: Are You Being Served? (Fernsehserie, Folge 9x03)
- 1983: Ein tollkühner Himmelhund (Bullshot)
- 1984–1986: Fresh Fields (Fernsehserie, 16 Folgen)
- 1985: Hilfe, die Amis kommen (National Lampoon’s European Vacation)
- 1989: Der große freundliche Riese (The BFG, Sprechrolle)